# Autoba curvata
Autoba curvata là một loài bướm đêm trong họ Erebidae.